# Butlins Grand Masters 1981
Das Butlins Grand Masters 1981 war ein von der British Darts Organisation (BDO) organisiertes, zweitägiges Dartsturnier, das im King’s Cabaret Theatre von Birmingham (England) ausgetragen wurde. Im Finale besiegte der Engländer Eric Bristow seinen Landsmann John Lowe. Im Halbfinale standen Cliff Lazarenko (England) und Jocky Wilson (Schottland); die zwölf übrigen Teilnehmer des Turniers sind nicht bekannt.

## Turnierplan
|  | Halbfinale      | Halbfinale |              |           | Finale | Finale |
|  |                 |            |              |           |        |        |
|  |                 |            |              |           |        |        |
|  | Eric Bristow    | 5          |              |           |        |        |
|  | Jocky Wilson    | 0          |              |           |        |        |
|  |                 |            | Eric Bristow |           |        |        |
|  |                 |            |              | John Lowe |        |        |
|  | John Lowe       |            |              |           |        |        |
|  | Cliff Lazarenko |            |              |           |        |        |
|  |                 |            |              |           |        |        |